# القبيع (المضاربة والعارة)

تعديل مصدري - تعديل

القبيع هي إحدى قرى عزلة العارة بمديرية المضاربة والعارة التابعة لمحافظة لحج، بلغ تعداد سكانها 73 نسمة حسب تعداد اليمن لعام 2004.